# Florencio Campomanes
Florencio Basa Campomanes (Manila, 22 febbraio 1927 – Baguio, 3 maggio 2010) è stato uno scacchista filippino, presidente della FIDE dal 1982 al 1995.

## Scacchista
È stato il primo Maestro di scacchi delle Filippine.
Due volte vincitore del Campionato delle Filippine (1956 e 1960).
Ha preso parte a cinque olimpiadi scacchistiche, rappresentando il suo paese nelle edizioni di Mosca 1956, Monaco 1958, Lipsia 1960, Tel Aviv 1964, L'Avana 1966, ottenendo un complessivo di 19 vittorie, 28 patte e 33 sconfitte.

## Presidente FIDE
La sua scalata ai vertici mondiali iniziò nella veste di organizzatore: nel 1978 ottenne infatti l'incarico di ospitare nella sua terra natale l'incontro per il titolo mondiale tra Anatolij Karpov e Viktor Korčnoj. Venne eletto presidente della FIDE nel 1982, carica che mantenne fino al 1995.
La sua presidenza attraversò diversi momenti difficili, molti dei quali dovuti a divergenze con Garri Kasparov: l'inimicizia tra il filippino ed il campione azero risale all'epoca del match del 1984 con il palio il titolo mondiale tra Karpov e Kasparov, interrotto a causa dell'eccessiva durata. Il dissidio esplose definitivamente nel 1993, quando Kasparov, accusando la FIDE di incapacità nel reperire fondi e nel tutelare l'interesse del gioco e dei giocatori, abbandonò la federazione e ne fondò una propria, denominandola Professional Chess Association (PCA).
A Campomanes è succeduto nel 1995 come presidente della FIDE il calmucco Kirsan Iljumžinov. È stato da allora presidente onorario della federazione internazionale, occupandosi dell'organizzazione di  importanti eventi quali i campionati del mondo, le olimpiadi di scacchi, i tornei zonali ed interzonali.

## Problemi legali
Il 5 febbraio 2003, il Sandiganbayan, il tribunale filippino contro la corruzione ha inflitto a Campomanes una condanna ad un anno e dieci mesi di reclusione per aver sottratto dei fondi che la commissione governativa per lo sport aveva destinato nel 1992, durante il regime del dittatore Marcos, all'organizzazione delle olimpiadi scacchistiche di Manila. A causa dell'età avanzata e dei ricorsi presentati dai suoi avvocati, Campomanes non ha effettivamente scontato neppure un giorno di prigione.
Campomanes è morto il 3 maggio 2010 all'età di 83 anni.